# آيرينيوز آدمسكي
آيرينيوز آدمسكي (بالبولندية: Ireneusz Adamski)‏ هو لاعب كرة قدم بولندي في مركز الدفاع، ولد في 22 أغسطس 1974 في Polkowice ‏ في بولندا. لعب مع رتش شوروزو.